# Dragonlance
Dragonlance je série fantasy knih od řady různých autorů, především Margaret Weisové a Tracyho Hickmana.
Všechny příběhy se odehrávají ve vymyšleném světě zvaném Krynn, převážně na kontinentu Ansalon.
Dragonlance vznikla jako doplňkový příběh k hernímu systému Dungeons & Dragons, později se však stala i oblíbenou knižní sérií.

## Knihy
Prvními (úvodními) knihami Dragonlance jsou tzv. Kroniky:
- Draci Podzimního soumraku – 1984
- Draci Zimní noci – 1985
- Draci Jarního úsvitu – 1985
- Druhá generace – 1995
- Draci Letního žáru – 1995

Později byly vydány knihy, které Kroniky doplňují, tzv. Ztracené Kroniky :
- Draci Trpasličích hlubin – 2006
- Draci Paní oblohy – 2007
- Draci Zlatookého mága – 2009

Příběhy popisující osudy bratrů Majerových a kněžky Crysanie, Legendy:
- Čas bratrství – 1986
- Válka zatracených – 1986
- Zkouška bratrství – 1986

Jako poslední z důležitých knih byla napsána trilogie Válka Duší:
- Draci padlého slunce – 2000
- Draci ztracené hvězdy – 2001
- Draci zmizelého měsíce – 2002

## Periodizace
- Věk Stvoření hvězd
- Věk Snů
- Věk Moci
- Věk Zoufalství
- Věk Smrtelníků

## Svět
Dragonlance se odehrává na světě Krynnu. Většina románů se koná v různých regionech Ansalonu, i když některé se konají na kontinentě Taladas , který se nachází severovýchodně od Ansalonu. Hlavní světoví bohové jsou Nejvyšší Bůh a jeho děti: dobrý Paladin, neutrální Gilean a zlá Takhisis. Bohové jsou proti Chaosovi, který se snaží zničit Krynn. V závislosti na časovém období, zlí chromatičtí a dobří metaličtí draci jsou vzácní nebo hojní. Lidé jsou Krynnu nejrozšířenější humanoidi, ale elfové, trpaslíci, šotci, gnómové, zlobři (Irda), skřeti a minotauři se na světě vyskytují také. Kněží (klerici) mají kouzelnou moc od svých bohů a mágové odvozují svou moc od tří měsíčních bohů, Solináru a Lunitáru a Nuitáru. V průběhu různých válek Krynnu jsou armády drakoniánů používány jako vojáci. Drakoniáni jsou vytvořeni zkažením dračích vajec, čímž se vytvoří plazí humanoidi. Vejce dobrých draků vytvoří zlé drakoniány a naopak.

## Fiktivní historie
Historie světa Krynnu je ostře rozdělena do pěti samostatných věků. První věk je Věk Stvoření hvězd, kdy se zrodili bohové a byl vytvořen Krynn. Věk snů, druhý věk, se vyznačuje rychlým růstem prvních světových velkých civilizací. Tato éra se také vyznačuje obdobími tří velkých válek mezi draky a jejich přisluhovači. Po třetí dračí válce, ve Věku Moci, první Pohroma vyhlazuje velkou říši Ištar a změní téměř celý povrch Krynnu. Tři sta let deprese trvá po této události. Tato doba se nazývá Věk Zoufalství. V tomto období se také odehrává Válka Kopí, první z tří nejvíce popisovaných válek. První knihy se také odehrávaly za Války Kopí a pozdějších událostech. Od února 2009 se většina románů odehrává v posledním věku, ve Věku Smrtelníků, nastalém po Válce Chaosu a 2. Pohromě, kdy svět opustili bohové. Ti se vrací až během Války Duší. Nejpozdější událostí je Válka Milovaných, která se odehrává po svržení obou hlavních bohů, Paladina a Takhisis.